# 蕃地 (玉里郡)
花蓮港廳玉里郡蕃地於昭和十二年（1937年）成立，轄區包括今花蓮縣卓溪鄉。

## 行政區劃
- 今崙山村：
  - ロプサン社（崙布山/崙山）

- 今立山村：
  - 三笠山社（1939年～1940年由蘇瓦沙魯與奇卡拉汗建立）、山里社（1939年～1940年由莫可依希、魯多侯與玻西瑤建立）、レクネ社（雷個尼/勒庫納，1938年併入崙山）、コソン社（1940年併入崙山）

- 今太平村：
  - タビラ社（他尾羅/太平）、中平社（1933年～1939年由部分那那託克、太魯那斯、喀西帕南與巒大建立）

- 今卓溪村：
  - バネタ社（卓溪）、タロム社（塔洛木，1935年廢社）、アポラン社（阿不郎，1935年廢社）、アサンライガ社（阿桑來戛，1935年廢社）、ナナトク社（那那託克，1933年～1936年併入中平）、タルナス社（太魯那斯，1933年～1936年併入中平與崙天）、マシサン社（馬西桑，1933年～1936年併入古楓）

- 今卓清村：
  - ババフル社（巴巴夫爾/卓樂）、セイスイ社（清水）、ラクラク社（拉庫拉庫，1937年廢社）、ナモガン社（那母灣/南安）、チウ社（中，1935年廢社）、カシン社（佳心）、カシバナ社（喀西帕南，1933年～1936年併入中平）、イホホル社（伊霍霍爾，1935年廢社）、ターフン社（大分，1933年～1936年併入崙天）

- 今古風村：
  - コノホン社（古楓/白端，1933年～1936年由馬西桑建立）、イソガン社（崙天）、秀巒社、石壁社（石平）

## 設施

### 主要駐在所
- 八通關越嶺道路：卓麓駐在所→鹿鳴駐在所→山風駐在所→佳心駐在所→黃麻駐在所→蕨駐在所→綠駐在所→トトクン（多士袞）駐在所→十里駐在所→抱崖駐在所→シンカン（新康）駐在所→トミリ（十三里）駐在所→ルルン（魯崙）駐在所→ハハビ（哈哈比）駐在所→ターフン（大分）駐在所→ラクラ（拉古拉）駐在所→トウカツ（土葛）駐在所→ヱシラ（意西拉）駐在所→トマス（托馬斯）駐在所→ササラビ（沙沙拉比）駐在所→ミヤサン（米亞桑）駐在所→大水窟駐在所
  - 支線：ターフン（大分）駐在所→ワバノ（華巴諾）駐在所
- 蕃地界：ロプサン（崙山） 駐在所→三笠山駐在所→山里駐在所→太平駐在所→中平駐在所→バネタ（卓溪）駐在所→卓麓駐在所→清水駐在所→コノホン（古楓）駐在所→イソガン（崙天）駐在所→秀巒駐在所→石壁駐在所→堺駐在所

### 教育
- 小學校：
  - 打訓尋常高等小學校（1944年裁撤）

- 蕃童教育所：
  - ロプサン蕃童教育所（今花蓮縣立崙山國民小學）[1]:383
  - 山里蕃童教育所（今花蓮縣立立山國民小學）
  - 太平蕃童教育所（今花蓮縣立太平國民小學）[1]:390
  - バネタ蕃童教育所（今花蓮縣立卓溪國民小學）[1]:393
  - 清水蕃童教育所（今花蓮縣立卓清國民小學）[1]:399
  - イソガン蕃童教育所（今花蓮縣立卓楓國民小學）
  - 崙天蕃童教育所（今花蓮縣立古風國民小學）[1]:404

### 神社
- 今太平村：
  - 太平祠（1935年12月22日鎮座）[2]:326